# دالس لانگد
دالس لانگد (به سوئدی: Dals Långed) یک منطقهٔ مسکونی در سوئد است که در بخش بنگسفوش واقع شده‌است. دالس لانگد ۲٫۵۷ کیلومتر مربع مساحت و ۱٬۵۲۰ نفر جمعیت دارد.